# 나무의사

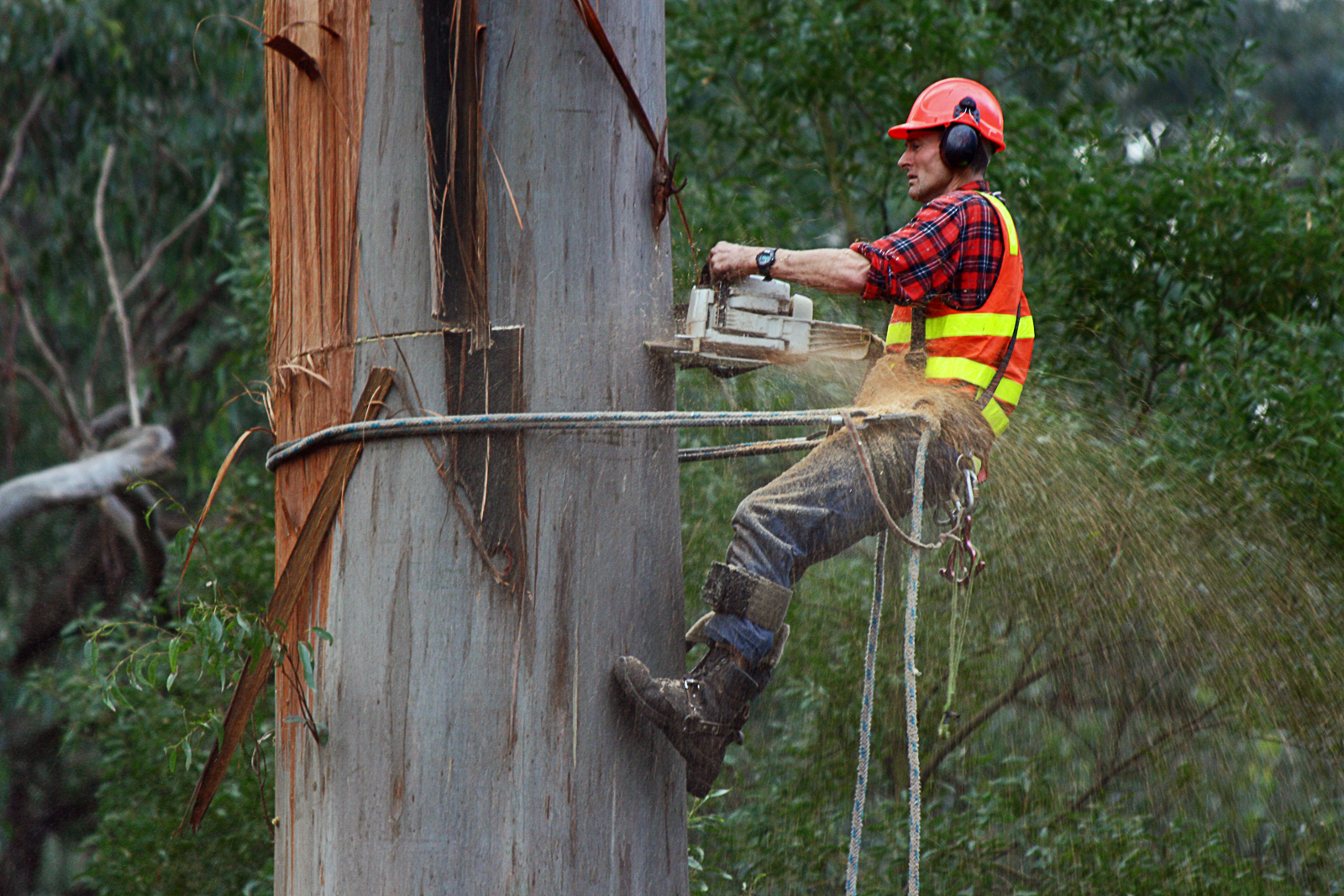
나무의사가 전기톱을 이용해 유칼립투스 나무를 자르고 있는 모습

나무의사(樹木醫, arborist)는 나무를 치료하는 관리자 혹은 기술자이다. 대한민국에서는 보조 직업으로 수목보호기술자(樹木保護技術者)를 두고 있다.

## 같이 보기
- 나무꾼